# Seven de Viña del Mar 2016
El Seven de Viña del Mar del 2016 es un torneo de rugby 7 que se disputó del 15 al 17 de enero en la sede de Old Mackayans en Viña del Mar (Chile). Como es habitual, se realizó un torneo de clubes y otro de selecciones nacionales.

## Copa de selecciones
Las selecciones nacionales se dividieron en dos grupos:
| Grupo A - Argentina - Canadá - Estados Unidos - Sudáfrica | Grupo B - Brasil - Chile - Perú - Uruguay |

El sábado, los equipos jugaron contra sus rivales de grupo. El domingo, los ocho equipos disputaron una fase de eliminación directa.
Los dos mejores equipos del grupo B, Chile y Brasil, clasificaron al Seven de Hong Kong 2016, clasificatorio a su vez al Circuito Mundial 2015-16.

### Partidos
Fase de grupos
| Sábado 13:20 | Chile | 31 - 0 | Perú |  |  |

| Sábado 13:40 | Brasil | 19 - 12 | Uruguay |  |  |

| Sábado 14:00 | Canadá | 0 - 40 | Sudáfrica |  |  |

| Sábado 14:20 | Estados Unidos | 7 - 22 | Argentina |  |  |

| Sábado 16:00 | Uruguay | 33 - 7 | Perú |  |  |

| Sábado 16:20 | Chile | 24 - 0 | Brasil |  |  |

| Sábado 16:40 | Estados Unidos | 7 - 33 | Sudáfrica |  |  |

| Sábado 17:00 | Canadá | 5 - 22 | Argentina |  |  |

| Sábado 19:10 | Brasil | 56 - 7 | Perú |  |  |

| Sábado 19:30 | Uruguay | 10 - 26 | Chile |  |  |

| Sábado 19:50 | Canadá | 17 - 21 | Estados Unidos |  |  |

| Sábado 20:10 | Argentina | 7 - 24 | Sudáfrica |  |  |

Cuartos de final
| Domingo 13:00 | Sudáfrica | 54 - 0 | Perú |  |  |

| Domingo 13:20 | Argentina | 29 - 5 | Uruguay |  |  |

| Domingo 13:40 | Estados Unidos | 7 - 33 | Brasil |  |  |

| Domingo 14:00 | Canadá | 12 - 14 | Chile |  |  |

Semifinales de bronce
| Domingo 15:40 | Perú | 10 - 19 | Estados Unidos |  |  |

| Domingo 16:00 | Uruguay | 10 - 21 | Canadá |  |  |

Semifinales de oro
| Domingo 16:20 | Sudáfrica | 12 - 21 | Brasil |  |  |

| Domingo 16:40 | Argentina | 35 - 7 | Chile |  |  |

Partido por el 7º puesto
| Domingo 18:40 | Uruguay | 45 - 0 | Perú |  |  |

Copa de bronce (5º puesto)
| Domingo 19:00 | Estados Unidos | 17 - 15 | Canadá |  |  |

Copa de plata (3º puesto)
| Domingo 19:20 | Sudáfrica | 29 - 12 | Chile |  |  |

Copa de oro (1º puesto)
| Domingo 20:10 | Argentina | 33 - 12 | Brasil |  |  |

## Copa de clubes

### Equipos participantes
Copa
| - Córdoba Athletic - Liceo RC - Old John's - Old Macks | - Old Reds - PWCC - Sporting - Stade Français |

Clasificatorio
| - Alumni - Huaziul - Naval - Old Boys - Old Georgians - Old Macks B | - Peumayén - San Juan - Seminario - Universidad Católica - Universitario - Viña |